# Carbonate mixte d'ammonium et d'uranyle
Pour les articles homonymes, voir AUC.
Le carbonate mixte d'ammonium et d'uranyle ou simplement carbonate d'ammonium et d'uranyle, généralement abrégé en AUC (pour ammonium uranyl carbonate en anglais), est un composé chimique de formule non fixée, le plus souvent écrite UO2CO3·2(NH4)2CO3 (tricarbonate d'uranyle tétra-ammonium), bien que les formules UO2·2(NH4)2CO3, U(NH4)2(CO3)4 et UO2NH4CO3 se rencontrent aussi fréquemment pour décrire le même composé.
Il s'agit d'un intermédiaire important de la synthèse du dioxyde d'uranium UO2 à partir de l'hexafluorure d'uranium UF6. Le dioxyde d'uranium est obtenu en traitant l'UAC avec de la vapeur d'eau et de l'hydrogène à 500-600 °C.
Un autre procédé consiste à traiter une solution aqueuse de nitrate d'uranyle UO2(NO3)2 (appelée UNL, pour uranyl nitrate liquor en anglais) avec du bicarbonate d'ammonium NH4HCO3 pour former un précipité d'UAC qui est ensuite séparé de la solution, séché au méthanol CH3OH et calciné en présence d'hydrogène pour former directement du dioxyde d'uranium UO2.
L'AUC peut entrer dans la composition du yellowcake.